# Гаел Гарсия Бернал
Гаел Гарсия Бернал (на испански: Gael García Bernal) е мексикански актьор. Роден на 30 октомври 1978 в Гуадалахара, Халиско, Мексико. През 2016 г. печели награда Элатен глобус за ролята си в сериала „Моцарт в джунглата“.

## Житейски и актьорски път
Заедно с родителите си започва да се снима в различни постановки. През 1996 се снима в късометражен филм, който печели Оскар. 17-годишен започва да учи актьорско майсторство в колежа по драматургия на лондонския университет. Още с един от първите си филми Любовта е кучка (2000) добива световна популярност. Следващият му филм окончателно го поставя на върха на известността: Твоята майка също (2001).
Заради филма Престъплението на отец Амаро (2002) бива заплашен с отлъчване от католическата църква, която се опасява от загуба на престижа си, особено в Централна и Южна Америка.
Следващият му филм, Дневниците на мотоциклетиста (2004), пресъздава 23-годишния аржентински революционер Че Гевара по време на обиколката му из Южна Америка.
В същата година още един негов филм обикаля световните кина: Лошо възпитание (2004). В този автобиографичен филм на режисьора Педро Алмодовар, Бернал играе млад амбициозен актьор, който се превъплъщава в ролята на умрелия си, транссексуален брат, с надеждата да успее да направи кариера използвайки вече успешния режисьор.
На Берлинале 2006 Бернал представя филма си Науката на съня (2005), който обира овациите на публиката. С много хумор и фантазия е пресъздадена история, в която главният герой е държан затворник от хората в съня му и през цялото време се опитва да се събуди, за да има отново контрол над сънищата си.
Между филмите Бернал играе в театрални представления. През 2005 г. играе в лондонската продукция на Кървава сватба от Фредерико Гарсия Лорка. Говори 4 езика: испански, английски, италиански и френски. Според думите му актьорското му майсторство е подвластно на филмови легенди като Клаус Кински, Даниел Дей-Люис и Марчело Мастрояни.

### Цитати
„Вярвам страстно в природата, в истината и в силата на представа. Вярвам в кръвта, в живота, думите и в подбудите.“

## Филми
| Година | Филм                         | Роля                                   | Бележки                                                     |
| 2006   | Тото                         |                                        |                                                             |
| 2006   | Париж обичам те              | Гаел (откъс „20 окръг“)                |                                                             |
| 2006   | Вавилон                      |                                        |                                                             |
| 2005   | The Science of sleep         | Stephane                               |                                                             |
| 2005   | Царя                         | Елвис                                  |                                                             |
| 2004   | Лошо възпитание              | Анхел/Хуан/Сахара                      | предложение за „Гоя“ награда за най-добър филм.             |
| 2004   | Дневниците на мотоциклетиста | Ернесте Гевара де ла Серна (Аржентина) | Оскар награда за най-добра песен.                           |
| 2003   | Копонейки по Юлия            | Рики                                   |                                                             |
| 2003   | Натърти Аз                   | Кит Уинтер                             | Награда на публиката от фестивала в Дьовил                  |
| 2002   | Много мъже за Люси           | Габриел                                |                                                             |
| 2002   | Престъплението на отец Амаро | отец Амаро                             | Предложение за Оскар награда за Най-добър чуждестранен филм |
| 2001   | Няма новини от Господ        | Дейвънпорт                             |                                                             |
| 2001   | Частни животи                | Густаво 'Гана' Бертолини               |                                                             |
| 2001   | Твоята майка също            | Хулио Цапата                           | Предложение за Оскар Най-добър сценарий                     |
| 2000   | Любовта е кучка              | Октавио                                | Предложение за Оскар награда Най-добър чуждестранен филм    |
| 2000   | Царицата на рапирите         |                                        |                                                             |